# James A. Winnefeld, Jr.
James Alexander "Sandy" Winnefeld, Jr., né le 24 avril 1956 est un amiral de l'United States Navy qui a été de 2011 à 2015 le neuvième vice-chef d'État-Major des armées des États-Unis. Il était précédemment le commandement du DORAD, le Commandement de la défense aérospatiale de l'Amérique du Nord et du NORAD, le Commandement de la défense aérospatiale de l'Amérique du Nord, du 19 mai 2010 au août 2011.

## Biographie
Winnefeld est diplômé du Georgia Institute of Technology en 1978 en ingénierie aérospatiale. Il s'est engagé au sein de l'US Navy au sein du Naval Reserve Officers Training Corps, le corps des officiers de réserve de la marine,.
Après avoir été nommé pilote de chasse, il a servi au sein de deux escadrilles de chasse différentes mais aussi comme instructeur à l'United States Navy Fighter Weapons School plus connue sous le nom de Top Gun. Tandis qu'il était instructeur à Top Gun, il travailla avec l'équipe de tournage de la Paramount Pictures à la réalisation du film Top Gun. Il a été étudiant auprès du Naval War College avant de recevoir l'Admiral William J. Crowe Award comme meilleur officier d'État-Major de son année de promotion, mais aussi du Vice Admiral William W. Behrens, Jr. award qu'il a obtenu auprès de l'école atomique de la marine.
Ses commandements inclurent le Strike Fighter Squadron 211, l'USS Cleveland (LPD-7) et l'USS Enterprise (CVN-65) dont il fut le 17e commandant. Il a mené l'Enterprise durant son dix-huitième déploiement qui a notamment inclus des opérations de combat de support dans le cadre de l'opération Enduring Freedom. Comme commandant du Theodore Roosevelt Carrier Strike Group comprenant l'USS Theodore Roosevelt  (CVN-71), il a conduit les Task forces 50, 58 et 152 en appui de l'opération liberté irakienne et en réalisant plusieurs opérations d'interception dans le golfe Persique. Il a plus récemment servi comme commandant de la sixième flotte des États-Unis, comme commandant de l'Allied Joint Force Command Lisbon, comme commandant des Striking and Support Forces de l'OTAN mais aussi comme Deputy Commander de l'United States Naval Forces Europe et comme commandant du Joint Forces Maritime Component pour l'Europe.
Son service à terre inclut des postes de commandement auprès du Joint Staff Operations Directorate, d'assistant du chef d'État-Major des armées des États-Unis mais aussi du vice-chef d'État-Major.
Il a été nommé vice-chef d'État-Major des armées des États-Unis par le président Barack Obama en 2011. Il a été remplacé par le général Paul J. Selva en août 2015, prenant par la même occasion sa retraite.

### Attentats du 11 septembre
Au cours des attentats du 11 septembre, Winnefeld assurait le commandant de l'USS Enterprise (CVN-65). Le porte-avions se trouvait alors à Le Cap, en Afrique du Sud, sur le chemin des États-Unis au retour d'un déploiement de six mois à proximité du golfe Persique lorsque l'équipage assista aux attentats par des retransmissions télévisées. Agissant sans ordre du National Command Authority, Winnefeld fit rebrousser chemin à son bâtiment pour le mener en mer d'Arabie. Le lendemain, ses appareils se trouvaient à portée de l'Afghanistan. Pour plus de trois semaines, les avions de l'Enterprise effectuèrent près de 700 missions de bombardement sur l'Afghanistan. 
Le chef des opérations navales, l'amiral Vern Clark, félicita Winnefeld pour son initiative, tout comme pour le comportement de l'équipage de l'Enterprise.

## Distinctions
|                           |                         |                           |
| Bronze oak leaf cluster   |                         |                           |
|                           |                         | Gold star                 |
|                           |                         |                           |
|                           | Gold star               |                           |
|                           | Bronze oak leaf cluster | Bronze star               |
|                           | Bronze star             | Bronze star · Bronze star |
| Bronze star               |                         |                           |
| Bronze star · Silver star |                         |                           |
|                           |                         |                           |

| Badge d'aviateur des États-Unis                            |                                                      |                                                           |
| Defense Distinguished Service Medal avec feuilles de chêne |                                                      |                                                           |
| Navy Distinguished Service Medal                           | Defense Superior Service Medal                       | Legion of Merit avec une étoile                           |
| Bronze Star                                                | Defense Meritorious Service Medal                    | Meritorious Service Medal                                 |
| Air Medal avec Strike/Flight numeral "1"                   | Navy Commendation Medal                              | Joint Service Achievement Medal                           |
| Navy and Marine Corps Achievement Medal                    | Joint Meritorious Unit Award avec feuilles de chêne  | Navy Unit Commendation avec une étoile                    |
| Navy E Ribbon avec le Battle "E" Device                    | National Defense Service Medal avec une étoile       | Armed Forces Expeditionary Medal avec deux étoiles        |
| Southwest Asia Service Medal avec une étoile               | Global War on Terrorism Expeditionary Medal          | Global War on Terrorism Service Medal                     |
| Sea Service Deployment Ribbon avec six étoiles             | Meritorious Service Cross Military Division (Canada) | Pistol Marksmanship Medal avec Expert Marksmanship Device |
| Office of the Joint Chiefs of Staff Identification Badge   |                                                      |                                                           |